# تلمبه ابراهیم‌خان
تلمبه ابراهیم‌خان یک منطقهٔ مسکونی در ایران است که در دهستان گلستان (سیرجان) واقع شده‌است.